# IronFX

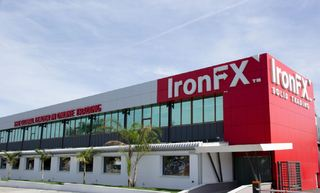
Siedziba przedsiębiorstwa w Limassol

IronFX Global, znany także jako IronFX – internetowe przedsiębiorstwo brokerskie założone w 2010 roku w Limassol na Cyprze przez Markosa A. Kashiourisa, europejskiego przedsiębiorcę, który otrzymał tytuł CEO Europy 2013 roku.
Od 2010 do 2013 roku IronFX otrzymał takie nagrody, jak Sina Corp czy tytuł Najlepszego Brokera STP/ECN nadany przez czasopismo World Finance Magazine. IronFX jest także oficjalnym partnerem klubu FC Barcelona.

## Historia
Z wcześniejszego przedsiębiorstwa, znanego najpierw jako IronFX Financial Services Limited, a następnie jako IronFX Limited, Markos A. Kashiouris i Peter G. Economides w 2010 roku na Cyprze utworzyli „Iron FX Global Limited”. Następnie przedsiębiorstwo zostało autoryzowane i uregulowane przez Cypryjską Komisję Papierów Wartościowych (CySEC) i posiada zezwolenie na świadczenie usług inwestycyjnych na terenie Unii Europejskiej.
W październiku 2013 roku przedsiębiorstwo zorganizowało swój drugi co do wielkości konkurs FX znany jako „Trading Legends”, w którym nagrodą był supersamochód lub nagroda pieniężna w wysokości 100 000 dolarów lub konto STP (SolidTrustPay) o wartości 150 000 dolarów.
W czerwcu 2013 roku, jako część globalnej ekspansji IronFX, IronFX Global UK Limited, należący w całości do jednostki zależnej od IronFX Global, został zarejestrowany i uregulowany przez Financial Conduct Authority (FCA). Następnego miesiąca IronFX zarejestrował się jako Dostawca Usług Finansowych w Nowej Zelandii IronFX Global (Australia). IronFX Global (Australia) Pty Limited jest autoryzowany i regulowany przez Australijską Komisję Zarządzania Finansowego (ASIC) od 2012 roku.
W 2011 roku IronFX rozpoczął serię konkursów handlowych. Rok później przedsiębiorstwo zorganizowało największy konkurs w historii giełdy walutowej Forex z nagrodą w postaci supersamochodu lub gotówki w wysokości 150 000 dolarów.
W czerwcu 2016 IronFX Global ogłosił serię transakcji, które będą miały kulminacje w postaci fuzji pomiędzy IronFX i FXDD Inc. W ramach tej fuzji firmy wykupią od siebie część udziałów. Do tego ma dojść przez odwrócone przejęcie spółki Nekkleus Inc. notowanej na NASDAQ. Formalne ogłoszenie ma zostać opublikowane przez SEC.

## Działalność operacyjna

### Pracownicy
Obecny sposób organizacji IronFX wynika z wczesnej polityki wdrożonej przez prezesa i dyrektora generalnego, Markosa A. Kashiourisa. Oprócz standardowych usług FX, przedsiębiorstwo oferuje także narzędzia marketingu podstawowego i analizy technicznej. Te techniczne aspekty usług IronFX zostały wyjaśnione przez Marshalla Gittlera, kierownika Global FX Strategy, w telewizji Bloomberg, CNBC, The Wall Street Journal, CCTV Finance, Reuters i omówione podczas różnych międzynarodowych konferencji inwestycyjnych.

### Biura
Od 2012 roku przedsiębiorstwo otworzyło biura w Azji, Europie Wschodniej i Zachodniej, Ameryce Południowej i Australii. Obsługuje także klientów w 180 krajach na całym świecie.

### Usługi
Usługi IronFX obejmują kontrakty różnicy kursowej (CFD), giełdę walutową Forex (FX), akcje, kontrakty futures i metale szlachetne. Przedsiębiorstwo świadczy także detaliczne i instytucyjne usługi Forex pod nadzorem licznych władz regulujących na całym świecie.

### Licencje
IronFX oraz jego jednostki zależne posiadają licencje domów maklerskich i są członkami :
- IronFX Global (Australia) Pty Limited został autoryzowany i uregulowany przez ASIC (numer AFSL: 417482)[7]
- IronFX Global UK Limited (Wielka Brytania) został autoryzowany i uregulowany przez Financial Conduct Authority (numer FCA: 585561)[20]
- IronFX Global Limited jest autoryzowany i uregulowany przez Cypryjską Komisję Papierów Wartościowych (numer licencji 125/10)[21]
- IronFX Global (Republika Południowej Afryki) (Pty) Ltd jest autoryzowany przez Financial Services Board (FSP nr 45276)[22]

### Platforma transakcyjna
Składanie zamówień i zarządzanie kontami transakcyjnymi wykonywane są na platformie MetaTrader.

### Nagrody
Od 2011 roku IronFX i jego członkowie zdobyli kilka nagród i wyróżnień, a IronFX jest rozpoznawany jako najbardziej konkurencyjne przedsiębiorstwo na rynku Forex w historii. Główne zdobyte tytuły to:
- Tytuł jednego z najlepszych CEO w Europie nadany Markosowi A. Kashiourisowi[1]
- Najlepszy Dostawca Analiz Fundamentalnych i Technicznych 2013 roku – International Finance Magazine
- Nagrody Giełdy i Maklerów 2013 roku – Najlepszy Usługodawca w Azji i Najlepszy Broker Handlowy CFD 2013 roku w Azji – World Finance Magazine[25]
- Najlepszy Broker STP/ECN 2013 – nagroda World Finance Foreign Exchange Magazine
- Najlepszy Broker Forex 2013 – nagroda wręczona podczas jedenastej edycji MENA Forex Show w Dubaju 29 kwietnia 2013 roku.

### Sponsoring
IronFX, podobnie jak inne przedsiębiorstwa objął patronatem wysokiej klasy zespoły sportowe i zorganizował rozpoznawalne imprezy. Sponsoring przedsiębiorstwa obejmuje między innymi następujące działania:
- IronFX jest oficjalnym partnerem klubu FC Barcelona z ogólnoświatowym zrzeszeniem (z wyjątkiem Hiszpanii)[2][27][28]
- W czerwcu 2017 r. firma stała się oficjalnym sponsorem Mistrzostw Świata 2017 ORC World Sailing Championship[29]

## Konkurencja
Na liście europejskich i światowych konkurentów IronFX znajdują się następujące znane korporacje:
- FXCM
- Saxo Bank
- Oanda Corporation(inne języki)
- Gain Capital
- IG Group
- CMC Markets
- Pepperstone
- FxPro